# Brieven aan Morris
Brieven aan Morris (ed. Jos Muyres en Bert Vanheste, uitgever Gerards & Schreurs, Maastricht 1989) is een uitgave van brieven van de Vlaamse schrijver Louis Paul Boon aan zijn boezemvriend de schilder Maurice Roggeman.
Na de brieven zijn de Herinneringen van Roggeman zelf aan Boon afgedrukt. Ook is de uitgave van een fotokatern voorzien, waarin onder meer foto's van Boon en Roggeman in Roggemans atelier tijdens de oorlog en reproducties van enkele schilderijen van Roggeman. De brieven beslaan de periode vanaf ongeveer 1930, Boons achttiende jaar, en geven een indruk van Boons rusteloze scheppingsdrang. De brieven zelf demonstreren hoe snel Boons schrijftalent zich ontwikkelde.